# Lista de parlamentares de Mato Grosso
Relacionamos a seguir a composição da bancada de Mato Grosso no Congresso Nacional a partir do fim do Estado Novo em 1945 conforme ditam os arquivos do Senado Federal, Câmara dos Deputados e do Tribunal Superior Eleitoral, sendo que mandatos exercidos via suplência serão citados apenas mediante morte, impedimento ou renúncia dos titulares ou nas hipóteses previstas no Art. 56 – I da Constituição.
A designação desta página remete aos senadores e deputados federais eleitos por Mato Grosso sendo que os nomes em fundo verde exerceram mandatos parlamentares tanto em Mato Grosso como em Mato Grosso do Sul, cujos representantes estão numa página em separado devido à criação e instalação do novo estado.

## Organização das listas
Na confecção das tabelas a seguir foi observada a grafia do nome parlamentar adotado por cada um dos representantes do estado no Congresso Nacional, e quanto à ordem dos parlamentares foi observado o critério do número de mandatos e caso estes coincidam será observado o primeiro ano em que cada parlamentar foi eleito e, havendo nova coincidência, usa-se a ordem alfabética.

## Relação dos senadores eleitos
| Senadores eleitos      | Naturalidade                  | Mandatos | Ano da eleição         | Notas                 | Referências |
| ---------------------- | ----------------------------- | -------- | ---------------------- | --------------------- | ----------- |
| Filinto Müller         | Cuiabá, MT                    | 04       | 1947, 1954, 1962, 1970 | [ nota 2 ]            | [ 6 ] [ 7 ] |
| João Vilas Boas        | Cáceres, MT                   | 02       | 1945, 1954             |                       |             |
| Correia da Costa       | Cuiabá, MT                    | 02       | 1958, 1966             | [ nota 3 ]            |             |
| Jonas Pinheiro         | Santo Antônio de Leverger, MT | 02       | 1994, 2002             | [ nota 4 ]            | [ 8 ]       |
| Jayme Campos           | Várzea Grande, MT             | 02       | 2006, 2018             |                       |             |
| Wellington Fagundes    | Rondonópolis, MT              | 02       | 2014, 2022             |                       |             |
| Vespasiano Martins     | Campo Grande, MS              | 01       | 1945                   |                       |             |
| Sílvio Curvo           | Cuiabá, MT                    | 01       | 1950                   |                       |             |
| Bezerra Neto           | Lavras da Mangabeira, CE      | 01       | 1962                   |                       |             |
| Saldanha Derzi         | Ponta Porã, MS                | 01       | 1970                   | [ nota 5 ]            | [ 9 ]       |
| Mendes Canale          | Miranda, MS                   | 01       | 1974                   | [ nota 5 ] [ nota 6 ] | [ 10 ]      |
| Benedito Canelas       | São Manuel, SP                | 01       | 1978                   |                       | [ 11 ]      |
| Gastão Müller          | Três Lagoas, MS               | 01       | 1978                   | [ nota 7 ]            |             |
| Vicente Vuolo          | Cuiabá, MT                    | 01       | 1978                   | [ nota 6 ]            | [ 12 ]      |
| Roberto Campos         | Cuiabá, MT                    | 01       | 1982                   | [ nota 8 ]            | [ 13 ]      |
| Louremberg Nunes Rocha | Poxoréu, MT                   | 01       | 1986                   |                       |             |
| Márcio Lacerda         | Corumbá, MS                   | 01       | 1986                   |                       |             |
| Júlio Campos           | Várzea Grande, MT             | 01       | 1990                   |                       |             |
| Carlos Bezerra         | Chapada dos Guimarães, MT     | 01       | 1994                   |                       |             |
| Antero Paes de Barros  | Cuiabá, MT                    | 01       | 1998                   |                       |             |
| Serys Slhessarenko     | Cruz Alta, RS                 | 01       | 2002                   |                       |             |
| Blairo Maggi           | Torres, RS                    | 01       | 2010                   | [ nota 9 ]            | [ 14 ]      |
| Pedro Taques           | Cuiabá, MT                    | 01       | 2010                   | [ nota 10 ]           | [ 15 ]      |
| Selma Arruda           | Camaquã, RS                   | 01       | 2018                   | [ nota 11 ]           | [ 16 ]      |
| Carlos Fávaro          | Bela Vista do Paraíso, PR     | 01       | 2020                   | [ nota 12 ]           | [ 17 ]      |
| Fontes:                |                               |          |                        |                       |             |

## Relação dos deputados federais eleitos
| Deputados federais eleitos | Naturalidade                    | Mandatos | Ano da eleição                     | Notas       | Referências   |
| -------------------------- | ------------------------------- | -------- | ---------------------------------- | ----------- | ------------- |
| Wellington Fagundes        | Rondonópolis, MT                | 06       | 1990, 1994, 1998, 2002, 2006, 2010 |             |               |
| Carlos Bezerra             | Chapada dos Guimarães, MT       | 05       | 1978, 2006, 2010, 2014, 2018       |             |               |
| João Ponce de Arruda       | Cuiabá, MT                      | 04       | 1945, 1950, 1954, 1962             |             |               |
| Filadelfo Garcia           | Coxim, MS                       | 04       | 1950, 1954, 1958, 1962             |             |               |
| Saldanha Derzi             | Ponta Porã, MS                  | 04       | 1954, 1958, 1962, 1966             |             | [ 9 ]         |
| Pedro Henry                | Santo André, SP                 | 04       | 1998, 2002, 2006, 2010             | [ nota 13 ] | [ 18 ] [ 19 ] |
| Wilson Fadul               | Valença, RJ                     | 03       | 1954, 1958, 1962                   | [ nota 14 ] | [ 20 ] [ 21 ] |
| Ítrio Correia da Costa     | Cuiabá, MT                      | 03       | 1954, 1958, 1962                   |             |               |
| Rachid Mamed               | Cuiabá, MT                      | 03       | 1958, 1962, 1966                   | [ nota 15 ] |               |
| Jonas Pinheiro             | Santo Antônio de Leverger, MT   | 03       | 1982, 1986, 1990                   |             | [ 8 ]         |
| Rodrigues Palma            | Cuiabá, MT                      | 03       | 1986, 1990, 1994                   |             |               |
| Júlio Campos               | Várzea Grande, MT               | 03       | 1978, 1986, 2010                   |             |               |
| Valtenir Pereira           | Jaciara, MT                     | 03       | 2006, 2010, 2014                   |             |               |
| Dolor de Andrade           | Batatais, SP                    | 02       | 1945, 1950                         |             |               |
| Wilson Martins             | Campo Grande, MS                | 02       | 1962, 1966                         | [ nota 16 ] | [ 22 ] [ 23 ] |
| José Garcia Neto           | Rosário do Catete, SE           | 02       | 1966, 1970                         |             | [ 24 ]        |
| Marcílio Lima              | Campo Grande, MS                | 02       | 1966, 1970                         |             |               |
| Gastão Müller              | Três Lagoas, MS                 | 02       | 1970, 1974                         |             |               |
| Ubaldo Barém               | Ponta Porã, MS                  | 02       | 1970, 1974                         |             |               |
| Walter de Castro           | Maracaju, MS                    | 02       | 1970, 1974                         |             |               |
| Cristino Cortes            | Barra do Garças, MT             | 02       | 1978, 1982                         |             |               |
| Gilson de Barros           | Cuiabá, MT                      | 02       | 1978, 1982                         |             | [ 25 ]        |
| Milton Figueiredo          | Barão de Melgaço, MT            | 02       | 1978, 1982                         |             |               |
| Augustinho Freitas         | Aparecida do Taboado, MS        | 02       | 1990, 1994                         | [ nota 17 ] |               |
| Antônio Joaquim            | Goiânia, GO                     | 02       | 1994, 1998                         | [ nota 18 ] |               |
| Tetê Bezerra               | Pirajuí, SP                     | 02       | 1994, 1998                         |             |               |
| Rogério Silva              | Ubá, MG                         | 02       | 1994, 2002                         | [ nota 19 ] | [ 26 ]        |
| Celcita Pinheiro           | Santo Antônio de Leverger, MT   | 03       | 1998, 2002                         |             |               |
| Wilson Santos              | Dracena, SP                     | 03       | 1998, 2002                         | [ nota 20 ] |               |
| Carlos Abicalil            | Nova Friburgo, RJ               | 02       | 2002, 2006                         |             |               |
| Thelma de Oliveira         | Cuiabá, MT                      | 02       | 2002, 2006                         |             |               |
| Eliene Lima                | Tiros, MG                       | 02       | 2006, 2010                         |             |               |
| Homero Pereira             | Adamantina, SP                  | 02       | 2006, 2010                         | [ nota 21 ] | [ 27 ] [ 28 ] |
| Ságuas Moraes              | Mineiros, GO                    | 02       | 2010, 2014                         | [ nota 22 ] | [ 29 ]        |
| Fábio Garcia               | Brasília, DF                    | 02       | 2014, 2022                         | [ nota 23 ] |               |
| Emanuel Pinheiro Neto      | Cuiabá, MT                      | 02       | 2018, 2022                         |             |               |
| José Medeiros              | Caicó, RN                       | 02       | 2018, 2022                         |             |               |
| Juarez Costa               | Londrina, PR                    | 02       | 2018, 2022                         |             |               |
| Agrícola Paes de Barros    | Santo Antônio do Rio Abaixo, MG | 01       | 1945                               |             |               |
| Argemiro Fialho            | Campo Grande, MS                | 01       | 1945                               |             |               |
| Martiniano Araújo          | Cuiabá, MT                      | 01       | 1945                               |             |               |
| Pereira Mendes             | Cuiabá, MT                      | 01       | 1947                               | [ nota 24 ] | [ 30 ]        |
| Vandoni de Barros          | Corumbá, MS                     | 01       | 1947                               | [ nota 24 ] | [ 30 ]        |
| Aral Moreira               | Aquidauana, MS                  | 01       | 1950                               |             |               |
| Ataíde Bastos              | Cuiabá, MT                      | 01       | 1950                               |             |               |
| Lício Borralho             | Uruguaiana, RS                  | 01       | 1950                               |             |               |
| Virgílio Correia           | Cuiabá, MT                      | 01       | 1950                               |             |               |
| Castro Pinto               | Campo Grande, MS                | 01       | 1954                               |             |               |
| José Fragelli              | Corumbá, MS                     | 01       | 1954                               |             | [ 31 ]        |
| Fernando Ribeiro           | Aquidauana, MS                  | 01       | 1958                               |             |               |
| Mendes Gonçalves           | Rio de Janeiro, RJ              | 01       | 1958                               |             |               |
| Edison Garcia              | Cáceres, MT                     | 01       | 1962                               |             |               |
| Edil Ferraz                | Paranaíba, MS                   | 01       | 1966                               |             |               |
| Feliciano de Figueiredo    | Cuiabá, MT                      | 01       | 1966                               | [ nota 25 ] | [ 32 ]        |
| Weimar Torres              | Ponta Porã, MS                  | 01       | 1966                               | [ nota 26 ] |               |
| Emanuel Pinheiro           | Cuiabá, MT                      | 01       | 1970                               | [ nota 27 ] |               |
| João da Câmara             | Dourados, MS                    | 01       | 1970                               | [ nota 28 ] |               |
| Antônio Carlos de Oliveira | Campo Grande, MS                | 01       | 1974                               |             |               |
| Joaquim Nunes Rocha        | Tocantinópolis, TO              | 01       | 1974                               |             |               |
| Benedito Canelas           | São Manuel, SP                  | 01       | 1974                               |             | [ 11 ]        |
| Valdomiro Gonçalves        | Paranaíba, MS                   | 01       | 1974                               |             | [ 33 ]        |
| Vicente Vuolo              | Cuiabá, MT                      | 01       | 1974                               |             | [ 12 ]        |
| Afro Stefanini             | Cabrália Paulista, SP           | 01       | 1978                               |             | [ 34 ]        |
| Bento Lobo                 | Cuiabá, MT                      | 01       | 1978                               |             |               |
| Louremberg Nunes Rocha     | Poxoréu, MT                     | 01       | 1978                               |             |               |
| Bento Porto                | Poxoréu, MT                     | 01       | 1982                               |             |               |
| Dante de Oliveira          | Cuiabá, MT                      | 01       | 1982                               | [ nota 29 ] | [ 35 ]        |
| Márcio Lacerda             | Corumbá, MS                     | 01       | 1982                               |             |               |
| Maçao Tadano               | Cornélio Procópio, PR           | 01       | 1982                               |             |               |
| Antero Paes de Barros      | Cuiabá, MT                      | 01       | 1986                               |             |               |
| Joaquim Sucena             | São José do Rio Preto, SP       | 01       | 1986                               |             |               |
| Osvaldo Sobrinho           | Pirapozinho, SP                 | 01       | 1986                               |             |               |
| Percival Muniz             | Guiratinga, MT                  | 01       | 1986                               |             |               |
| Ubiratan Spinelli          | Poxoréu, MT                     | 01       | 1986                               |             |               |
| João Teixeira              | Montes Claros, MG               | 01       | 1990                               |             |               |
| José Augusto Curvo         | Cuiabá, MT                      | 01       | 1990                               |             | [ 36 ]        |
| Oscar Travassos            | Rio de Janeiro, RJ              | 01       | 1990                               |             |               |
| Wilmar Peres de Faria      | Barra do Garças, MT             | 01       | 1990                               |             | [ 37 ]        |
| Roberto França             | Cuiabá, MT                      | 01       | 1994                               | [ nota 17 ] |               |
| Gilney Viana               | Crisólita, MG                   | 01       | 1994                               |             |               |
| Lino Rossi                 | Astorga, PR                     | 01       | 1998                               |             | [ 38 ]        |
| Murilo Domingos            | Jardinópolis, SP                | 01       | 1998                               |             | [ 39 ]        |
| Ricarte de Freitas         | Lages, SC                       | 01       | 2002                               |             |               |
| Adilton Sachetti           | Nova Veneza, SC                 | 01       | 2014                               |             |               |
| Ezequiel Fonseca           | Santa Albertina, SP             | 01       | 2014                               |             |               |
| Nilson Leitão              | Cassilândia, MS                 | 01       | 2014                               | [ nota 30 ] | [ 40 ]        |
| Victório Galli             | Rosana, SP                      | 01       | 2014                               |             |               |
| Leonardo Albuquerque       | Santa Helena de Goiás, GO       | 01       | 2018                               |             |               |
| Nelson Barbudo             | Monte Aprazível, SP             | 01       | 2018                               |             |               |
| Neri Geller                | Selbach, RS                     | 01       | 2018                               |             | [ 41 ]        |
| Rosa Neide                 | Amargosa, BA                    | 01       | 2018                               |             |               |
| Abilio Brunini             | Cuiabá, MT                      | 01       | 2022                               | [ nota 31 ] | [ 42 ] [ 43 ] |
| Amália Barros              | Mogi Mirim, SP                  | 01       | 2022                               | [ nota 32 ] | [ 44 ] [ 45 ] |
| Coronel Assis              | Cuiabá, MT                      | 01       | 2022                               |             |               |
| Coronel Fernanda           | Cuiabá, MT                      | 01       | 2022                               |             |               |
| Fontes:                    |                                 |          |                                    |             |               |

## Mandatos nas duas casas
Os mato-grossenses elegeram para as duas casas do Congresso Nacional os seguintes nomes: Antero Paes de Barros, Benedito Canelas, Carlos Bezerra, Gastão Müller, Jonas Pinheiro, José Medeiros, Júlio Campos, Louremberg Nunes Rocha, Márcio Lacerda e Vicente Vuolo e Wellington Fagundes. Além deles, Saldanha Derzi e Wilson Martins foram senadores e deputados federais entre Mato Grosso e Mato Grosso do Sul enquanto Roberto Campos foi eleito senador por Mato Grosso em 1982 e a seguir deputado federal pelo Rio de Janeiro em 1990 e 1994.

## Origem dos parlamentares do estado
| Origem  | Senadores | Percentual |
| ------- | --------- | ---------- |
| MT      | 14        | 56%        |
| MS      | 05        | 20%        |
| RS      | 03        | 12%        |
| CE      | 01        | 4%         |
| PR      | 01        | 4%         |
| SP      | 01        | 4%         |
| Total   | 25        | 100%       |
| Fontes: |           |            |

| Origem  | Deputados | Percentual |
| ------- | --------- | ---------- |
| MT      | 36        | 37,89%     |
| MS      | 21        | 22,11%     |
| SP      | 14        | 14,74%     |
| MG      | 05        | 5,26%      |
| RJ      | 04        | 4,21%      |
| GO      | 03        | 3,16%      |
| PR      | 03        | 3,16%      |
| RS      | 02        | 2,11%      |
| SC      | 02        | 2,11%      |
| BA      | 01        | 1,05%      |
| DF      | 01        | 1,05%      |
| RN      | 01        | 1,05%      |
| SE      | 01        | 1,05%      |
| TO      | 01        | 1,05%      |
| Total   | 95        | 100%       |
| Fontes: |           |            |